# Павел Гросс
Павел Гросс (чеськ. Pavel Gross; нар. 11 травня 1968, Усті-над-Лабем, ЧССР) — чехословацький хокеїст, чеський та німецький тренер.

## Кар'єра гравця
З сезону 1987/88 виступав за хокейний клуб «Спарта» (Прага). У драфті НХЛ 1988 року Павел був обраний клубом НХЛ Нью-Йорк Айлендерс.
Влітку 1990 року переїхав до Німеччини, де уклав контракт з клубом «Фрайбург», після вильоту «Фрайбурга» в сезоні 1992/93 перейшов до «Маннхаймер ЕРК» у сезоні 1993/94 та залишився там до сезону 1998/99. У складі «орлів» став тричі чемпіоном Німеччини у 1997, 1998 та 1999 роках. У сезоні 1999/2000 переїхав до Берліна, де виступав за «Берлін Кепіталс» до сезону 2001/02, після цього сезону «Берлін Кепіталс» втратив ліцензію та був переведений до Регіональної ліги. Завершив кар'єру гравця у 2004 році.
У складі збірної Чехії провів три матчі у сезоні 1995/96 років. 

## Кар'єра тренера
Граючий тренер клубу «Берлін Кепіталс» у 2001 році.
Помічник головного тренера «Фрайбург» у сезоні 2004/05.
Помічник головного тренера «Франкфурт Ліонс» у сезоні 2005/06.
З сезону 2008/09 спочатку помічник головного тренера Грізлі Адамс Вольфсбург. Головним тренером клубу «Вольфсбург» став у сезоні 2010/11.
з 2018 по 2022 роки очолював німецький клуб «Адлер Мангайм».
З 2023 року головний тренер команди «Спарта» (Прага).